# خوان سيمون غوتيريز
خوان سيمون غوتيريز (بالإسبانية: Juan Simón Gutiérrez)‏ هو رسام إسباني، ولد في 1634 في شذونة في إسبانيا، وتوفي في 1718 في إشبيلية في إسبانيا.